# Gruppe der nuklearen Zulieferer
Die englisch Nuclear Suppliers Group (NSG) ‚Gruppe der nuklearen Zulieferer‘ ist eines, nebst anderen, Kontrollregime welches sich auf Exportkontrollen spezialisiert in Bezug auf die Nichtverbreitung von Kernwaffen oder verwandten (nuklearen oder nichtnuklearen) Technologien. Die NSG bzw. ihr Vorläufer war ursprünglich als Londoner Club bekannt, da die erste Sitzung des damaligen Zangger-Komitees 1974 in London stattfand.

## Geschichte und Hintergrund
Die NSG wurde 1974 in einer Reaktion auf die erste von Indien entwickelte und am 18. Mai 1974 gezündete Atombombe (Smiling Buddha) gegründet. Das NSG definiert jedoch Zitat „...nachdem 1974 eine Kernwaffe durch einen Nicht-Kernwaffenstaat gezündet worden war“. Gemeint ist mit dem Nicht-Kernwaffenstaat das Land Indien, welches zum damaligen Zeitpunkt über keine Kernwaffen verfügte. Damit ist es den führenden Atommächten und Atomnationen – auch im Zuge der Verhandlungen entlang des Atomwaffensperrvertrags von 1967 und seinen Überwachungsvereinbarungen – klargeworden, dass statt einer friedlichen Absicht ein militärischer Nutzen angestrebt wurde, worauf sich u. a. die Gründung der NSG beruft.

### Hintergrund Atommacht Indien
Das Land Indien hat seit den früheren 1950er Jahren ein friedliches Atomprogramm für die Nutzung der Atomenergie angestrebt und aufgebaut, wie viele andere Länder (vgl. Genfer Atomkonferenz). In den 1970er Jahren (oder auch davor schon) kam es zu einer Kooperation mit anderen Ländern, welche Kerntechnik an Indien lieferten. Genauer steht im Mittelpunkt der damals gelieferte (große) Forschungsreaktor CIRUS am Bhabha Atomic Research Centre (BARC). Es besteht der Verdacht, dass der Reaktor spaltbares Material für einen Kernsprengkörper (Kernwaffenprototyp) geliefert hat oder dafür missbraucht wurde. Das geheime Atomwaffenprogramm Indiens lief unter der Federführung von Homi J. Bhabha, Raja Ramanna, Homi N. Sethna, u. a., welcher sich wie folgt zur Entwicklung von Kernwaffen äußerte

„We must have the capability. We should first prove ourselves and then talk of Gandhi, non-violence and a world without nuclear weapons.“

„Wir müssen die Fähigkeit haben. Wir sollten uns erst beweisen und dann von Gandhi, Gewaltlosigkeit und einer Welt ohne Atomwaffen sprechen.“

In den folgenden Jahren kam es zu einem nuklearen Wettlauf zwischen Indien und Pakistan. Im Jahr 1998 testeten beide Staaten weitere nukleare Sprengsätze (im Bereich von mehreren Kilotonnen Sprengkraft) und demonstrierten damit ihre Ambitionen, Atommächte zu werden.

### Zangger-Ausschuss
Der Zangger-Ausschuss gilt als Vorreiter der NSG. Es ist benannt nach dem ersten Vorsitzenden, dem Schweizer Professor Claude Zangger, der von 1971 bis 1989 Präsident war. Des Komitees Ziel war es, eine einheitliche Auslegung der im Nichtverbreitungsvertrag (NVV) von 1967 genannten Bestimmungen zur Kontrolle der Verbreitung von Atomwaffen zu erreichen. Zangger entwickelte eine sog. "Trigger-Liste" (bzw. die englisch Guidelines on Nuclear Transfers ‚"Leitlinien für die Weitergabe von Kerntechnik"‘) für nukleare Güter im Sinne des NVV.

## NSG-Exportkontrolle
Die NSG verfolgt das gleiche Ziel wie die Zangger-Kommission, nämlich durch koordinierte nationale Exportkontrollen die Weiterverbreitung (Proliferation) von Nukleartechnologie zu verhindern, die für den Bau von Kernwaffen missbraucht werden könnte.
Dazu wurde weiterhin in dem Jahr 1994 das Nichtverbreitungs-Prinzip etabliert. Die tatsächlichen Maßnahmen der NSG orientieren sich an denen des ehemaligen Coordinating Committee on Multilateral Export Controls (COCOM).

### Nationale Behörden (Deutschland) die mit dem Thema vertraut sind
- Bundeszentralamt für Steuern
- Bundesamt für Wirtschaft und Ausfuhrkontrolle (BAFA)
- Bundesministerium für Wirtschaft

## Organisation
Die NSG ist (Stand 2025) eine 48 Staaten, die gemeinsame Richtlinien für Exportbeschränkungen erstellen und umsetzten.

### Vorsitzende
Der Vorsitz ist alternierend.
| Botschafter             | Jahr      | Nation      |
| ----------------------- | --------- | ----------- |
| Xolisa Mabhongo         | 2024–2025 | Südafrika   |
| Claudia Vieira Santos   | 2023–2024 | Brasilien   |
| Gustavo Eduardo Ainchil | 2022–2023 | Argentinien |
| Tomasz Łękarski         | 2021–2022 | Polen       |
| Werner Bauwens          | 2020–2021 | Belgien     |
| Kairat Sarybay          | 2019–2020 | Kazakstan   |
| Jānis Zlamets           | 2018–2019 | Lettland    |
| Benno Laggner           | 2017–2018 | Schweiz     |
| …                       | …         | …           |

## Richtlinien der NSG
Nach Maßgabe der vereinbarten Richtlinien wird nun je nach der Lage der nationalen Gesetzgebung und der bislang geübten Praxis vom jeweiligen Staat über Exporte von kerntechnischen Produkten und von anderen Materialien, die unter anderen Zwecken auch zu kerntechnischen Zwecken verwendet werden können (Dual Use), entschieden. Die Richtlinien sollen auch die friedliche Zusammenarbeit auf kerntechnischem Gebiet fördern, indem sie Regeln für den gemeinsamen Zweck der Nicht-Weiterverbreitung festlegen und damit eine klare Abgrenzung für den erlaubten Bereich der kerntechnischen Zusammenarbeit definieren. Die Regierungen der USA, Russlands, der Schweiz, Österreichs, Deutschlands und Südafrikas gehören der NSG an. Israel, Iran, Indien und Pakistan gehören nicht dazu.

### NSG-Richtlinien und -Kontrolllisten
- Richtlinien für die Weitergabe von Kernmaterial (INFCIRC/254, Teil 1)[14]
- Richtlinien für den Transfer von Ausrüstung, Material und Technologie mit doppeltem Verwendungszweck (INFCIRC/254, Teil 2)[15]

Die Richtlinien umfassen folgende Produkte und produktbezogene Technologien (sog. "Trigger-Liste" viz. Auslöserliste), z. B. in Anhang B von Teil 1:
- Kernreaktoren und Ausrüstung dafür;
- nicht-nukleares Material für Reaktoren;
- Anlagen und Ausrüstung für die Wiederaufbereitung;
- Anlagen und Ausrüstung für die Herstellung von Brennelementen;
- Anlagen und Ausrüstung zur Isotopentrennung;
- Anlagen zur Herstellung von Schwerem Wasser; und
- Anlagen und Ausrüstung für die Konversion.

Weitere Richtlinien betreffen den Transfer von Gerät, Material, Software und anderer Technologie an, die in erster Linie zwar keine nukleare Technik sind, aber in zweiter Linie auch kerntechnisch verwendbar sind (sogenannte Dual-Use-Güter). Im Einzelnen betrifft dies Güter, die entweder für Kernwaffen gebraucht werden können, oder aber für einen Brennstoffkreislauf, der nicht von der Internationalen Atomenergieorganisation (IAEO) überwacht wird.

### Aktualisierungen der Listen
Die NSG überarbeitet die Richtlinien und -Kontrolllisten jährlich. Alle drei Jahre werden die Änderungen an die IAEO weitergeleitet und von dieser im Rahmen der INFCIRC-Serie (Information Circulars) veröffentlicht.
Die letzten Aktualisierungen wurden im Jahr 2023 für die
- NSG-Teil-1-Auslöserliste
- NSG-Teil-2-Dual-Use-Liste

## Mitgliedsstaaten
Die folgenden 48 Staaten sind Mitglieder (Stand Oktober 2016):
| - Argentinien - Australien - Belarus - Belgien - Brasilien - Bulgarien - Volksrepublik China - Dänemark - Deutschland - Estland - Finnland - Frankreich | - Griechenland - Irland - Island - Italien - Japan - Kanada - Kasachstan - Kroatien - Lettland - Litauen - Luxemburg - Malta | - Mexiko - Neuseeland - Niederlande - Norwegen - Österreich - Polen - Portugal - Rumänien - Russland - Schweden - Schweiz - Serbien | - Slowakei - Slowenien - Spanien - Südafrika - Südkorea - Tschechien - Türkei - Ukraine - Ungarn - Vereinigte Staaten - Vereinigtes Königreich - Zypern |

## Konfliktfälle und Entwicklungen
Ein Konfliktfall der NSG ist die Vereinbarung zwischen den USA und Indien zur Zusammenarbeit bei der friedlichen Nutzung der Atomenergie. Indien ist dem Atomwaffensperrvertrag bisher nicht beigetreten und hat sich damit der internationalen Verpflichtung entzogen, kein Kernmaterial und keine Kerntechnik für militärische Zwecke zu exportieren.
Ein weiterer Fall ist der nach Kanada (29 % Weltmarktanteil) mit 22 % Weltmarktanteil zweitgrößte Exporteur von Uran, Australien, strebt inzwischen ebenfalls gute Geschäfte mit Indien an und plant, seine bisher restriktiven Exportregeln zu lockern.